# Marele Premiu al Țărilor de Jos din 2021
Marele Premiu al Țărilor de Jos din 2021 (cunoscut oficial ca Formula 1 Heineken Dutch Grand Prix 2021) a fost o cursă de Formula 1 care s-a desfășurat între 3 și 5 septembrie 2021 pe Circuitul Park Zandvoort, Țările de Jos. Cursa a fost cea de-a treisprezecea etapă a Campionatului Mondial de Formula 1 din 2021, și primul Mare Premiu al Țărilor de Jos ce s-a desfășurat din 1985. Cursa a fost câștigată de Max Verstappen - înainte de el, niciun pilot neerlandez nu și-a câștigat cursa de acasă.

## Clasament

### Calificări
| Poz.                  | Nr. | Pilot              | Constructor               | Timpi calificări | Timpi calificări | Timpi calificări | Grila finală |
| Poz.                  | Nr. | Pilot              | Constructor               | Q1               | Q2               | Q3               | Grila finală |
| --------------------- | --- | ------------------ | ------------------------- | ---------------- | ---------------- | ---------------- | ------------ |
| 1                     | 33  | Max Verstappen     | Red Bull Racing-Honda     | 1:10,036         | 1:09,071         | 1:08,885         | 1            |
| 2                     | 44  | Lewis Hamilton     | Mercedes                  | 1:10,114         | 1:09,976         | 1:08,923         | 2            |
| 3                     | 77  | Valtteri Bottas    | Mercedes                  | 1:10,219         | 1:09,769         | 1:09,222         | 3            |
| 4                     | 10  | Pierre Gasly       | AlphaTauri-Honda          | 1:10,274         | 1:09,541         | 1:09,478         | 4            |
| 5                     | 16  | Charles Leclerc    | Ferrari                   | 1:09,829         | 1:09,437         | 1:09,527         | 5            |
| 6                     | 55  | Carlos Sainz Jr.   | Ferrari                   | 1:10,022         | 1:09,870         | 1:09,537         | 6            |
| 7                     | 99  | Antonio Giovinazzi | Alfa Romeo Racing-Ferrari | 1:10,050         | 1:10,033         | 1:09,590         | 7            |
| 8                     | 31  | Esteban Ocon       | Alpine-Renault            | 1:10,179         | 1:09,919         | 1:09,933         | 8            |
| 9                     | 14  | Fernando Alonso    | Alpine-Renault            | 1:10,435         | 1:10,020         | 1:09,956         | 9            |
| 10                    | 3   | Daniel Ricciardo   | McLaren-Mercedes          | 1:10,255         | 1:09,865         | 1:10,166         | 10           |
| 11                    | 63  | George Russell     | Williams-Mercedes         | 1:10,382         | 1:10,332         | N/A              | 11           |
| 12                    | 18  | Lance Stroll       | Aston Martin-Mercedes     | 1:10,438         | 1:10,367         | N/A              | 12           |
| 13                    | 4   | Lando Norris       | McLaren-Mercedes          | 1:10,489         | 1:10,406         | N/A              | 13           |
| 14                    | 6   | Nicholas Latifi    | Williams-Mercedes         | 1:10,093         | 1:11,161         | N/A              | PL           |
| 15                    | 22  | Yuki Tsunoda       | AlphaTauri-Honda          | 1:10,462         | 1:11,314         | N/A              | 14           |
| 16                    | 11  | Sergio Pérez       | Red Bull Racing-Honda     | 1:10,530         | N/A              | N/A              | PL           |
| 17                    | 5   | Sebastian Vettel   | Aston Martin-Mercedes     | 1:10,731         | N/A              | N/A              | 15           |
| 18                    | 88  | Robert Kubica      | Alfa Romeo Racing-Ferrari | 1:11,301         | N/A              | N/A              | 16           |
| 19                    | 47  | Mick Schumacher    | Haas-Ferrari              | 1:11,387         | N/A              | N/A              | 17           |
| 20                    | 9   | Nikita Mazepin     | Haas-Ferrari              | 1:11.875         | N/A              | N/A              | 18           |
| Regula 107%: 1:14,717 |     |                    |                           |                  |                  |                  |              |
| Sursa:                |     |                    |                           |                  |                  |                  |              |

Note
- ^1 – Nicholas Latifi a primit o penalizare de cinci locuri pe grila de start pentru o schimbare neprogramată a cutiei de viteze. Apoi, a trebuit să înceapă cursa de pe linia boxelor pentru schimbarea aripilor din față și asamblarea nasului mașinii în parc fermé.[4]
- ^2 – Sergio Pérez a fost obligat să înceapă cursa din spatele grilei pentru că și-a depășit cota de elemente ale unității de putere. Apoi, a trebuit să înceapă cursa pe linia boxelor pentru o nouă specificație a motorului.[4]

### Cursa
| Poz.                                                               | Nr. | Pilot              | Constructor               | Tururi | Timp/Retras     | Puncte |
| ------------------------------------------------------------------ | --- | ------------------ | ------------------------- | ------ | --------------- | ------ |
| 1                                                                  | 33  | Max Verstappen     | Red Bull Racing-Honda     | 72     | 1:30:05,395     | 25     |
| 2                                                                  | 44  | Lewis Hamilton     | Mercedes                  | 72     | +20,932         | 19     |
| 3                                                                  | 77  | Valtteri Bottas    | Mercedes                  | 72     | +56,460         | 15     |
| 4                                                                  | 10  | Pierre Gasly       | AlphaTauri-Honda          | 71     | +1 tur          | 12     |
| 5                                                                  | 16  | Charles Leclerc    | Ferrari                   | 71     | +1 tur          | 10     |
| 6                                                                  | 14  | Fernando Alonso    | Alpine-Renault            | 71     | +1 tur          | 8      |
| 7                                                                  | 55  | Carlos Sainz Jr.   | Ferrari                   | 71     | +1 tur          | 6      |
| 8                                                                  | 11  | Sergio Pérez       | Red Bull Racing-Honda     | 71     | +1 tur          | 4      |
| 9                                                                  | 31  | Esteban Ocon       | Alpine-Renault            | 71     | +1 tur          | 2      |
| 10                                                                 | 4   | Lando Norris       | McLaren-Mercedes          | 71     | +1 tur          | 1      |
| 11                                                                 | 3   | Daniel Ricciardo   | McLaren-Mercedes          | 71     | +1 tur          |        |
| 12                                                                 | 18  | Lance Stroll       | Aston Martin-Mercedes     | 70     | +2 tururi       |        |
| 13                                                                 | 5   | Sebastian Vettel   | Aston Martin-Mercedes     | 70     | +2 tururi       |        |
| 14                                                                 | 99  | Antonio Giovinazzi | Alfa Romeo Racing-Ferrari | 70     | +2 tururi       |        |
| 15                                                                 | 88  | Robert Kubica      | Alfa Romeo Racing-Ferrari | 70     | +2 tururi       |        |
| 16                                                                 | 6   | Nicholas Latifi    | Williams-Mercedes         | 70     | +2 tururi       |        |
| 17                                                                 | 63  | George Russell     | Williams-Mercedes         | 69     | Cutia de viteze |        |
| 18                                                                 | 47  | Mick Schumacher    | Haas-Ferrari              | 69     | +3 tururi       |        |
| Ab                                                                 | 22  | Yuki Tsunoda       | AlphaTauri-Honda          | 48     | Motor           |        |
| Ab                                                                 | 9   | Nikita Mazepin     | Haas-Ferrari              | 41     | Hidraulice      |        |
| Cel mai rapid tur: Lewis Hamilton (Mercedes) – 1:11,097 (turul 72) |     |                    |                           |        |                 |        |
| Sursa:                                                             |     |                    |                           |        |                 |        |

Note
- ^1 – Include un punct pentru cel mai rapid tur.
- ^2 – George Russell nu a terminat cursa, însă a fost clasat deoarece a parcurs mai mult de 90% din cursă.[5]

| Loc    | 1  | 2  | 3  | 4  | 5  | 6 | 7 | 8 | 9 | 10 | CMRT |
| Puncte | 25 | 18 | 15 | 12 | 10 | 8 | 6 | 4 | 2 | 1  | 1    |

## Clasamentele campionatelor după cursă
|           | Poz. | Pilot           | Puncte |
| --------- | ---- | --------------- | ------ |
| 1         | 1    | Max Verstappen  | 224,5  |
| 1         | 2    | Lewis Hamilton  | 221,5  |
| 1         | 3    | Valtteri Bottas | 123    |
| 1         | 4    | Lando Norris    | 114    |
| Unchanged | 5    | Sergio Pérez    | 108    |
| Sursa:    |      |                 |        |

|           | Poz. | Constructor           | Puncte |
| --------- | ---- | --------------------- | ------ |
| Unchanged | 1    | Mercedes              | 344,5  |
| Unchanged | 2    | Red Bull Racing-Honda | 332,5  |
| 1         | 3    | Ferrari               | 181,5  |
| 1         | 4    | McLaren-Mercedes      | 170    |
| Unchanged | 5    | Alpine-Renault        | 90     |
| Sursa:    |      |                       |        |

- Notă: Doar primele cinci locuri sunt prezentate în ambele clasamente.